# 莫伊國際體育中心
莫伊國際體育中心是一座位於肯亞奈洛比卡撒拉尼的綜合體育場。它是為了1987年在奈洛比舉行的全非運動會而興建的。它的設施包括1座可容納60000人的體育場，1座賽事標準游泳池，1座室內體育館和1間108個床位的旅館。

## 外部連結
- Sports Stadia Management Board （页面存档备份，存于） - a body governing several stadiums in Kenya
- Photo （页面存档备份，存于） at worldstadiums.com （页面存档备份，存于）
- Photo at fussballtempel.net
- Nation.co.ke （页面存档备份，存于） - Sh1bn facelift for Kasarani
- Stadium images

1°13′47.9″S 36°53′32.6″E / 1.229972°S 36.892389°E